# 대천사

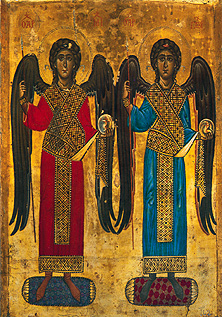
대천사 미카엘과 가브리엘의 이콘, 12세기, 시나이산의 성 카타리나 수녀원.

대천사(大天使, 라틴어: archangelus, 영어: archangels)는 능력이 뛰어나거나 높은 지위에 있는 천사들을 일컫는 말이다. 대천사들은 유대교, 기독교 전통에서 볼 수 있다. 가브리엘은 루카 복음서에 지명되었으며 일반적으로 대천사로 취급받는다; 라파엘은 제2 경전인 토빗기에서 언급되며, 우리엘은 외경인 에녹서에서 언급된다.
대천사 라는 말은 그리스어의 αρχ- arch-(첫 번째, 주요한, 우두머리 또는 가장 높은)와 άγγελος angelos(심부름꾼)를 합친 αρχάγγελος archangelos에서 유래한 것이다.
천사들 중에서도 신의 뜻을 체현하는 특별한 이들을 대천사라는 명칭으로 부른다. 유대교의 경전에서 딱히 '대천사'를 의미하는 단어는 나오지 않지만 세월이 지나면서 유대교, 기독교 모두 '대천사'라는 개념을 받아들였다.
그러나 이러한 대천사들의 정확한 계급은 명확히 정의되어 있지 않으며 그 숫자도 일정하지 않다. 대개 4대 천사, 또는 7대 천사를 꼽으며, 현재의 가톨릭에서는 3대 천사만을 인정하고 있다. 품계론에선 치천사 분류가 여기에 속한다. 그 밖에 8품 이상, 즉 대천사급 이상을 뭉뚱그려 '대천사'라 부르기도.

## 천사
사신(使臣)을 뜻하는 그리스어에서 유래하는 천사라는 단어는 물질에 의존하지 않는 자유로운 영적 존재들을 가리킨다. 천사들은 하느님을 경외하고 하느님께 봉사하도록 창조되었다. 교회는 제4차 라테라노 공의회(1215년)와 제1차 바티칸 공의회(1870년)에서 천사의 존재를 확인하였다. 천사들은 자유로운 존재들이기 때문에 죄를 지을 수 있다. 그래서 본래 천사들이었으나 악마가 된 천사들은 타락한 천사들이라 불린다.
천사들은 본성과 은총의 완전성에서 구별이 있다. 신학자들은 일반적으로 천사들을 치품천사(熾品天使), 지품천사(智品天使), 좌품천사(座品天使), 주품천사(主品天使), 역품천사(力品天使), 능품천사(能品天使), 권품천사(權品天使), 대천사(大天使), 천사(天使)의 9품으로 인식한다.
구약성서에서 천사들의 주요 활동은 하느님을 찬양하는 천사들과 인간에게 해야 할 역할을 수행하는 천사들로 구분된다. 신약성서에서 천사들은 피조물에 대한 그리스도의 왕권과 관련되며 예수 탄생 때 예수님을 흠숭하고 그분의 공생활에 봉사하며 그분의 부활 때 사신의 역할을 하는 등 대개는 예수님의 생애에서 일어나는 사건들과 연결되어 있다. 사도 바오로는 서간에서 천사들이 그리스도께 복종한다는 사실을 명확히 밝힌다. 천사들은 세상에 대한 그리스도의 구원 관계에 부속되어 있으며 세상 어디에서나 천사들의 영적 현존과 영향을 감지할 수 있다.
성서에서 언급되며 교회에서 공경해 온 3대 천사들은 본디 각기 고유한 축일을 갖고 있었지만 최근의 전례 개혁 때 미카엘, 라파엘, 가브리엘 대천사를 모두 9월 29일에 경축하게 하였다. 하느님께서 개별 인간을 위해 수호천사를 임명하셨다는 생각이 수용되었다. 수호천사들의 축일은 10월 2일에 경축된다. 세상 종말과 연결되는 천사들의 역할은 요한 묵시록에 잘 설명되어 있다.
미사의 여러 부분에는 천사들의 일이나 활동이 반영되어 있다.
대영광송은 천사 찬미가라 불린다. 그리스도께서 탄생하시던 밤에 천사들이 이 영광송을 불렀기 때문이다.
감사 기도 제1양식에서 성체를 축성한 뒤의 장엄한 순간에 “전능하신 아버지, 간절히 청하오니 거룩한 천사의 손으로 이 제물이 존엄한 천상 제단에 오르게 하소서”라고 기원한다. 이 같은 기원은 사제와 제대를 둘러싸고 있는 천사들이 사제와 일치하여 제대 위에 계신 희생 제물, 곧 예수 그리스도를 흠숭한다는 것을 전제한다. 거룩한 천사들은 세상의 제대에서 바치는 거룩한 예물을 하느님 아버지께 갖다 바친다. 하느님께서는 승리 교회에서 바치는 찬양의 제물인 봉헌물을 너그러이 받아주신다.
천사들의 축일을 위한 시간전례에는 하느님의 사신들이 언급되는 시편들이 선택되었다. 후렴, 응답, 독서는 천사들의 업적과 관련된 여러 예언자들과 성서 본문들에서 취한다.
틀:출처:전례사전
하느님과 사람 사이의 중개자인 영적 존재. 하느님의 뜻을 전하고 인간을 도와주며 보호하고 인간을 위해 하느님께 기도한다.
교회는 서기 745년 라테라노 공의회를 통해 미카엘, 가브리엘, 라파엘 대천사 이외에 다른 이름들을 사용하는 것을 금했다.
천사의 아홉 등급, 곧 사랍(세라핌) · 커룹(케루빔) · 좌품 · 주품 · 역품 · 능품 · 권품 · 대천사 · 천사를 나눈 고대 신학자도 있으나 이 9품 천사론은 교회의 교리로 인정된 것은 아니다.
틀:출처:가톨릭용어사전

## 가톨릭
천사라는 말은 하느님의 심부름을 하는 영적 존재들의 직명(職名)이지 그들의 본성(本性)을 가리키는 말이 아니다. 그래서 중국과 한국에서는 오랫동안 천신(天神)이라는 본성을 가리키는 이름을 사용하였다. 그러나 본래 메신저를 뜻하는 천사라는 말인 중세초기부터 일반화되어 오늘에 이르고 있다.
구약성서에는 하느님과 인간 사이를 중개하는 존재로서 하느님의 심부름꾼으로 파견되어(창세 16:7, 19:1-22, 민수 22:22-35) 사람을 보호하거나(창세 24:7, 시편 91:11) 사람을 처벌한다(2사무 24:16, 시편 78:49). 또 그들은 하느님을 모시는 신하요 군대로 인식되었으며(여호 5:14, 1열왕 22:19, 호세 12:6, 아모 3:13), 때로는 하느님의 발현이라고 생각되었다(창세 16:!0, 출애 3:2-14). 아직은 천사라고 불리지 않는 케루빔(Cherubim)은 하느님의 어좌 노릇을 하고(1사무 22:10, 출애 25:18-20, 1열왕 6:23-28), 세라핌(Seraphim)이라는 존재도 거론되어 있다(이사 6:2).
바빌론 유배시기 이후부터 하느님의 절대 초월성이 강조되면서 하느님의 명을 받아 이 세상의 많은자연현상과 인간역사를 운전하는 천사관이 발전하였다. 욥기, 다니엘서, 토비트서 등 정경과 헤녹서 등 위경과 묵시문학을 통하여 천사론이 전개되었는데, 그들은 하느님의 아들들(욥기 1:6, 2:1, 다니 3:92, 지혜 5:5), 하늘의 아들, 거룩한 자, 거룩한 사자, 수호자, 귀인, 영(靈) 등으로 묘사되고 있으며, 그들은 하느님의 피조물이요, 순전한 영체이므로 음식이 필요 없고(토비 12:19), 그들은 수가 대단히 많고(욥기 33:23, 다니 7:10) 4∼7개의 그룹으로 나뉜다.
천사들의 역할에 대한 사상은 그 전 시대와 비슷하여 하느님의 뜻을 전하고 인간을 보호하고, 인간을 도와주고, 인간을 위하여 하느님께 기도하고 때로는 사람을 벌주기도 한다. 그리고 이 시기부터 착한 천사와 악한 천사 즉 악마의 구별이 생기고, 개인이나 도시나 나라의 수호천사라는 개념이 발전하였다. 이렇게 하여 그리스도 직전 시대에 사두가이파는 천사를 부정하고, 바리사이파와 에세파들은 천사를 믿고 있었다. 그리고 정경에는 미카엘(다니 10:13, 12:1) 가브리엘(다니 8:16, 9:21) 라파엘(토비 3:!7, 5:4) 대천사의 이름이 나타나 있고 위경(헤녹서)에는 우리엘이라는 이름이 보인다.
구약성서의 천사관은 후기 유다이즘의 영향을 받고 있다. 천사는 하느님의 메신저로 사람에게 파견되고(마태 1:20, 루가 1:!1, 사도 8:26), 꿈에 나타나고(마태 2:13), 흰 옷을 입은 사람으로 나타난다(마르 16:5). 그들은 창조된(골로 1:16) 영체이며(히브 1:14), 하느님의 군대요(마태 26:53), 그리스도를 섬기고(마태 4:11, 루가 22:43) 사도들에게 봉사하고(사도 5:19, 12:7-10), 어린이들을 보호한다(마태 18:10). 마침내 그리스도는 천사들에게 옹위되어 심판하러 오시고(마태 16:27, 24:31), 모든 천사들을 지배하신다(마르 13:32, 골로 1:16, 필립 2:10, 히브 1:5). 신약의 서간에는 구약의 묵시문학에서처럼 세력, 능력, 권세, 주권, 왕권의 천사들이 언급되어 있고(골로 1:16, 로마 8:38, 1고린 15:24, 에페 1:21), 가브리엘과(루가 1:19) 미카엘(유다 9, 묵시 12:7)의 이름이 나오며, 묵시록에서는 천사들이 하느님의 도구로서 하느님의 심판의 천지개벽을 주관하고 있다.
교부들의 천사관은 성서와 유다이즘과 이교도들의 관념까지 혼합된 것이지만 차츰 천사의 본성은 창조된 영체요, 자유와 지혜를 가지고 창조되었으므로 그중 일부는 타락하여 악마가 되고, 착한 천사는 하느님의 사자요, 인간의 수호자가 되었다고 사유하였다. 고대 말기의 디오니시오(Dionysius Areopagita)는 네오플라토니즘적 도식과 성서에 나오는 천사들의 이름을 이용하여 구품(九品)의 천사 계보를 꾸몄다. 즉 세라핌(熾品), 케루빔(智品), 좌품(座品), 주품(主品), 역품(力品), 능품(能品), 권품(權品), 대천사, 천사의 아홉 등급이다. 물론 이 구품천사론은 그의 신학이자 교회의 교리는 아니다. 천사론에서 가톨릭 신자가 믿어야 할 교리는 꼭 한 가지밖에 없다. 즉 하느님께서 우리 감각의 대상인 세상과 우리의 감각을 초월하는 영의 세계도 창조하셨다는 것이다. 교회는 천사의 존재를 신앙교리로 선언하였다[제4차 라테란 공의회(1215년), Denz. 428, 1차 바티칸 공의회(1870년), Denz. 1783]. 그러나 천사의 본질이 무엇인지, 역할이 무엇인지, 사람마다 수호천사를 가지고 있다느니, 여러 계급으로 구성되어 있다는 등등의 학자의 주장에 대하여 교회는 아무런 유권적 결정도 내린 일이 없다. 다만 교회는 미카엘, 가브리엘, 라파엘 천사의 이름 외에 다른 이름들을(위경에 나오는) 사용하는 것을 금하였고(745년, 라테란 공의회), 삼대(三大) 천사의 축일과(9월 29일) 수호천사의 기념일(10월 2일)을 제정하여 천사공경을 장려하고 있다. (鄭夏權)
틀:출처 : 가톨릭 사전

## 유대교
고대 유대교(고대이스라엘 종교)에서는 야훼(여호와, 하나님)를 신으로 모셨기 때문에 대천사에 관한 계념은 자주 등장하진 않지만 구약성경 다니엘서를 보면 미가엘 대천사장이 등장한다. 또한 이사야 서를 보면 미가엘 대천사장이 타락천사 루시퍼에게 주님께서 너를 책망 하신다고 말을 나타내고 있으며 대천사는 천사들 중 가장 계급이 높으며 권위가 가장 강한 천사를 나타낸다.

## 천사장
천사장(archangel)에 해당하는 영어 단어의 접두사(arch)는 “수석” 혹은 “우두머리”를 뜻하는 것으로 천사장 즉 수석 천사가 하나뿐임을 시사한다. 성경에서 “천사장”이 복수 형태로 나오는 경우는 결코 없다. 데살로니가 첫째 4:16에서는 천사장의 탁월함과 그 직무의 권위에 대해 말하면서 부활되신 주 예수 그리스도를 그런 식으로 부른다. “주께서 친히 호령과 천사장의 음성과 하느님의 나팔과 함께 하늘에서 내려오실 것이며, 그리스도와 결합하여 죽어 있는 사람들이 먼저 일어날 것[입니다].” 그러므로 “천사장”이란 단어와 직접 관련되어 있는 이름이 미가엘뿐이라는 사실은 의미 깊은 것이다.—유 9. 미가엘 1번 참조. (출처 : Insight on the Scriptures)
위 책은 여호와의 증인에서 출간한 서적의 주장이다.흔히 여호와의 증인에서 예수가 천사장 미카엘이라는 주장을 하기 위해 사용한다. 가톨릭은 3명의 천사장(가브리엘, 미카엘, 라파엘)을 인정하고 있다. arch-라는 접두사에도 하나라는 의미는 없다. 다니엘 10:13절에 보면 으뜸가는 군왕 들 중 하나인 미카엘이라는 표현이 나온다. 따라서 성경 통찰에서 발췌한 위 문장은 전부 틀린 것이다.

## 9품 천사론의 대천사
5세기 경의 신학자인 가명의 디오니시우스가 제창한 『9품 천사론』에 의하면 대천사는 총 9계급 중 8계급에 위치하는 비교적 하위의 천사다. 이에 따르면 대천사는 두 장의 날개를 지니고 부제(副祭) 같은 모습을 하며 신과 인간 사이를 중재하는 연락역을 맡고 있으며, 천사군단의 병사로서 창을 들고 지옥과 싸우는 역할을 맡고 있다.
천사의 9등급, 곧 사랍(세라핌) · 커룹(케루빔) · 좌품 · 주품 · 역품 · 능품 · 권품 · 대천사 · 천사를 나눈 고대 신학자도 있으나 이 9품 천사론은 교회의 교리로 인정된 것은 아니다.

## 상품 천사
일품천사인 치천사부터 삼품천사인 좌천사까지를 묶어 부르는 말. 가장 계급이 높은 천사들로 실체가 거의 없는 한없이 영적이고 정신적인 존재들. 명확한 역할이 부여된 중품천사들과 달리 이 세 천사 계급의 역할은 서로 중복되는 경우도 많고 그 모습 또한 뭉뚱그려져 비슷한 존재로서 취급되는 경우가 많다.
주된 임무는 하느님의 가장 가까이에서 하느님을 찬미하는 것. 대부분의 종교가 그러하듯 그리스도교에서 노래는 매우 중요한 역할을 담당하는데, 하느님의 말씀과 신성(神性)이 소리의 진동과 공명으로 이루어져 있다고 생각했기 때문이다. 그만큼 상품천사가 행하는 역할은 천사들에게 있어서 가장 중요한 것 중 하나라고 할 수 있다.

## 일품 천사
단수형은 세라프(שרף／Seraph), 복수형은 세라핌(שרפים／Seraphim). 치천사
가톨릭 성경에서는 '사랍', 개신교 성경에서는 '스랍'. 이름은 뱀[2] 또는 불의 의미를 가지고 있다.
6장의 날개를 가지고 있으며, 2장으로 머리를, 2장으로 몸을 가리고 나머지 2장으로 하늘을 날아다닌다. 손에는 상투스가 새겨진 불꽃의 단검 플라벨룸(Flabellum)을 들고 있다.
사실 실체는 조금 괴상한데, 똑같은 요한묵시록 안에서도 치천사들이 앞에서 묘사한 바처럼 날아다녔다고 해놓고는, 또 다른 데서는 "치천사들은 6개의 날개를 가지고 사자의 머리를 가진 수레바퀴처럼 생겼다"는 식으로 묘사한다.
미카엘, 라파엘, 가브리엘, 우리엘 등 4대 천사가 여기에 속하는 경우도 있고, 오직 미카엘만이 넷 중에서 치천사라고 여기는 경우도 있다. 루시퍼와 바알제붑, 아스모데우스도 타락하기 전에는 여기에 속했다고 한다. 그러나 오컬트 전승이 전해지다 착오가 생긴 듯하다. 루시퍼는 케루브라고 정경인 이사야서에 나온다.

## 이품 천사
단수형은 케루브(כרוב／Cherub), 복수형은 케루빔(כרובים／Cherubim). 지천사
가톨릭 성경에서는 '커룹', 개신교 성경에서는 '게룹', '그룹'.
불꽃의 검을 들고 에덴을 지킨다. 아담과 하와의 타락 이후에 그들이 다시금 에덴에 들어오지 못하도록 수호한 것도 지천사라고 여겨진다. 지식과 지혜를 관장하며 치천사와 마찬가지로 한없이 숭고한 존재.
옥좌, 전차, 바퀴를 운반하는 존재며 이는 실질적인 옥좌, 바퀴의 역할을 하는 좌천사와 그 역할이 비슷하다고 여겨진다.
가브리엘은 수태고지라는 중요한 역할 때문에 대표적인 지천사로 여겨진다.
루시퍼도 사실은 케루브였다.

## 삼품 천사
스론스(Thrones) 혹은 오파님(Ofanim), 갈가림(Galgalim). 좌천사
물리적인 육체를 가진 천사 중에서 최고위. 옥좌 혹은 바퀴를 의미한다. 주로 불타는 바퀴로 묘사된다. 천사 중 거의 유일하게 인간형의 실체에 대한 언급이 거의 없는 계급으로, 하느님의 옥좌를 추상화한 개념.

## 중품 천사
사품천사인 주천사부터 육품천사인 능천사가 해당된다. 상품천사 셋에 비하면 훨씬 물리적인 존재로, 인간 생활과 보다 밀접한 연관성을 지니고 있다 보니 유명한 천사들은 이 출신인 경우가 많다. 중품천사는 주로 대립되는 양면성의 조화를 유지하는 역할을 담당하는데 선과 악이 그 대표적인 예이다.

## 사품 천사
도미니언스(Dominions). 도미나티오네스 주천사
'통치' '지배'를 의미한다. 하느님의 주권이 온 세상에 미치게끔 끝없이 열망하는 존재들. 자드키엘(Zadkiel), 하쉬말(Hashmal), 야리엘(Yahriel), 무리엘(Muriel)이라는 네 천사가 이끌고 있다.

## 오품 천사
버추스 (Virtue). 비르투스 역천사
'고결', '미덕'을 의미한다. 눈에 보이는 기적을 일으켜, 영웅에게 용기를 준다. 예수 그리스도의 승천 때 함께 하였으며, 카인의 탄생 때 산파의 역할을 맡은 것도 역천사라고 함.
미카엘, 라파엘 등의 유명한 천사들이 지휘관으로 되어 있다.

## 육품 천사
파워스(Powers). 포테스타테스 능천사
타락천사인 악마군단과 싸우는 역할을 맡은 천사들로 천사의 군대에 해당한다. 실질적으로 악마와 접촉하는 빈도가 가장 높은 천사들로, 그만큼 타락의 유혹에 빠지기 쉬운 천사에 해당한다.
라파엘이 능천사의 지휘관 중 하나라 되어 있다.

## 하품 천사
칠품천사인 권천사부터 구품천사인 천사를 일컫는다. 인간과 가장 가까운 위치에 속하는 천사들로 실질적인 신체를 가진다.

## 칠품 천사
프린시펄리티스(Principalities). 프린키파투스 권천사
지상의 권세와 통치를 위임 받은 천사로, 각 나라에서 이루어지는 신앙의 수호자적인 성격을 지니고 있다.

## 팔품 천사
아크엔젤스(Archangels). 아르캉겔루스 대천사
품계는 팔품이지만 실제로는 천사들 중 가장 높고 위대한 천사들로 집단이나 민족, 국가를 이끄는 사명을 지니고 있다.

## 구품 천사
엔젤스(Angels). 앙겔루스 천사
일반적인 천사. 개인을 보호하고 인도한다.

## 6세기 초 익명의 저자 위僞 디오니시오스가 서술한 천사의 계급
- 제9계급 천사 안젤루스, 앙겔루스(Angelus, αγγέλους, 天使) 창세 19, 1, 묵시 5, 2
- 제8계급 대천사 아르크안젤루스, 아르항겔루스(Archangelus, Αρχάγγελους, 大天使) 1테살 4, 16
- 제7계급 권천사 프린치파투스, 아르헤스(Principatus, Αρχές, 權天使) 콜로 1, 15
- 제6계급 능천사 포스타테스, 엑수시에스(Potestates, Εξουσίες, 能天使) 콜로 1, 15
- 제5계급 역천사 비르투스, 디나미스(Virtus, Δυνάμεις, 力天使) 에페 1, 20
- 제4계급 주천사 도미니온스, 키리오티테스(Dominions, Κυριότητες, 主天使) 콜로 1, 16
- 제3계급 좌천사 오파님, 쓰로누스(Ophanim, Θρόνους, 座天使) 콜로 1, 16
- 제2계급 지천사 케루빔, 혜루빔(Cherubim, Χερουβείμ, 智天使) 창세 3, 24
- 제1계급 치천사 세라핌, 세라핌(Seraphim, Σεραφείμ, 熾天使) 이사 6, 2

## 같이 보기
- 타락천사
- 카미
- 일곱 대천사
- 야자타